# Kulcsár Gyula
Kulcsár Gyula (Nagykanizsa, 1951. november 18.) magyar biokémikus, rákkutató, egyetemi adjunktus, a Természetes Tumorellenes Védelem, és az az alapján kifejlesztett Culevit feltalálója.

## Életpályája
Középiskolai tanulmányait a Winkler Lajos Vegyipari Technikumban végezte. Kötelező sorkatonai szolgálatát Hódmezővásárhelyen töltötte gépkocsizó lövészként 1970. szeptembere és 1971. júliusa között. Őrmesterként szerelt le.
A Szegedi József Attila Tudományegyetem Természet-tudományi Karának Vegyész Szakán 1979-ben szerzett diplomát.
1979-1981-ig tudományos segédmunkatársként dolgozott a Pécsi Orvostudományi Egyetem Elméleti Központi Laboratóriumának Kémiai Intézetében. 1981-ben átkerült a Biokémiai Intézetbe. 1981-től részt vett az egyetemen a magyar, 1986-tól pedig az angol nyelvű oktatásban is. 1993-ban nevezték ki adjunktusnak.
A PhD fokozatot 1998-ban szerezte meg. Társszerzőként két egyetemi jegyzet készítésében működött közre. 1996-tól 2005-ig a diákok szavazatai alapján négyszer nyerte el a "Kiváló gyakorlatvezető" címet. 2005-től az Immunal Kft. Culevit Kutatás-Fejlesztési Program tudományos igazgatója.
1987-ben kezdte a szervezet tumorellenes védelmi mechanizmusaival kapcsolatos kutatásait. A Természetes Tumorellenes Védelem felfedezése és igazolásának eredményei alapján 1993-ban Magyarországon, majd 1994-től 18 másik országban történt szabadalmi bejelentés. Ezekből az Európai Szabadalom mellett eddig tizenhét országban adták meg a szabadalmat.
Eredményeit 20 nemzetközi és 9 magyar közleményben publikálta, illetve 21-szer ismertette nemzetközi és 34-szer magyar kongresszusokon.
2000-ben szabadalmát beválasztották az Országos Szabadalmi Hivatal által kiadott válogatott szabadalmak közé, olyan feltalálók, kutatók szabadalmai mellé, mint Puskás Tivadar, Albert Einstein, Szilárd Leó, Szent-Györgyi Albert.
Tagja a Magyar Biokémiai Egyesületnek, a Magyar Biológiai Társaságnak, a Magyar Onkológusok Társaságának, az oroszországi Orvostechnológiai Tudományok Akadémiájának, a European Life Scientist Organisation-nek, az International Society for Preventive Oncology-nak, és a European Association of Cancer Research-nek.

## Magánélete

### Családja
Édesapja, Kulcsár György (1919-2006) öt év háború és négy év hadifogság után gépkocsivezetőként dolgozott a nyugdíjba vonulásáig. Ő több szakmát (tetőfedő, cipész) is kitanult, amelyeket, ha szükség volt rá, akkor használt is, de szinte bármit tudott készíteni a madárkalitkától, a bőrcsizmán át a sírkőig. Édesanyja, Kulcsár Györgyné (szül.: Kiskörösi Anna) (1929-2011) a férjhezmeneteléig írnokként dolgozott, majd a kor szokása szerint háztartásbeli volt.
1978 óta nős, esküvője Kaposváron volt. Felesége Szemler Magdolna (1955), német-orosz szakos tanár. Két gyermeke van, Gabriella (1980), és Péter István (1988).

### Hobbijai
Szenvedélyesen rajong a labdarúgásért, rendszeresen futballozik barátaival. Szereti a komolyzenét, több hangversenybérlete van, gyakran jár színházba és tagja két borklubnak is.

## Tudományos munkássága
Az 1987 óta folyó kutatásai során Kulcsár Gyula bizonyította, létezik a szervezetnek egy, az immunrendszer mellett, de attól függetlenül működő természetes tumorellenes védelme. A tudomány által korábban feltárt tényekből vonta le azt a következtetést, hogy a szervezetben létező daganatellenes védelem lényegében az immunrendszertől függetlenül működik. Abból az ismert tudományos tényből indult ki, hogy az immunrendszer korlátozott működésekor (immunszupresszió), vagy az immunrendszer teljes összeomlásakor (például: AIDS) sem nő meg jelentős mértékben a tumorok legtöbbjének gyakorisága.
Mivel mindenkiben folyamatosan keletkeznek ráksejtek, a szervezetben működnie kell egy, az immunrendszertől független daganatellenes védelmi mechanizmusnak, természetes tumorellenes védelemnek is, amely meggátolja a tumorsejtek elszaporodását. A kutatás további fázisaiban feltételezte, hogy ezt a védelmet, vagyis az aktív ráksejtpusztító keveréket a vérkeringésben lévő aktív ráksejtpusztító molekulák alkotják.
Kísérletei alapján arra a megállapításra jutott, hogy a szervezet keringési rendszerében állandóan jelen lévő anyagoknak (néhány aminosav, bizonyos vitaminok, sejtanyagcsere-intermedierek, stb.) van döntő jelentőségük a tumorellenes védelemben. A keveréket állatkísérletek révén tesztelték.
A daganatsejtek a normál sejtekhez képest szabálytalanul táplálkoznak, ún. általános felhalmozó tulajdonsággal rendelkeznek, így táplálkozásuk során ezek a szervezetben lévő molekulák is nagy mennyiségben jutnak a ráksejtekbe, azok programozott sejthalálát – apoptózisát – okozva. Kulcsár doktor sejtkísérletei során maguk a tumorsejtek választották ki azt az anyagkombinációt – az Aktív Ráksejtpusztító Keveréket – melynek ráksejten belüli felhalmozására ezek a sejtek egyöntetűen pusztulással reagáltak.
A szervezet e tumorellenes védelmi rendszerét alkotó hatóanyagok keverékének szelektív tumorsejtölő hatását sejtkultúrákon és állatokon végzett kísérletekkel igazolta, eredményeit nemzetközi tudományos közleményekben többek között az International Journal of Cancer 2013 márciusi számában publikálta.

## Díjai, elismerései
- Rektori Dicséret (Pécsi Orvostudományi Egyetem) – 1985
- Kiváló Gyakorlatvezető (Pécsi Orvostudományi Egyetem) – 1996
- Kiváló Gyakorlatvezető (Pécsi Orvostudományi Egyetem) – 1997
- Kiváló Gyakorlatvezető (Pécsi Orvostudományi Egyetem) – 1998
- Genius Prize (I. Inventors Olympic Games, Budapest) – 1998
- Kiváló Gyakorlatvezető (Pécsi Orvostudományi Egyetem) – 2005
- Nagykanizsa díszpolgára (2016)

## Cikkei, tanulmányai

### Tudományos publikációi
- Gyula Kulcsár, Dezső Gaál, Péter I. Kulcsár, Ákos Schulcz, Tamás Czömpöly (2013) A mixture of amino acids and other small molecules present in the serum suppresses the growth of murine and human tumors in vivo. International Journal of Cancer, Volume 132, Issue 5, pages 1213–1221.
- Kulcsár Gy. (2009) Experimental Evidence for Killing the Resistant Cells and Raising the Efficacy and Decreasing the Toxicity of Cytostatics and Irradiation by Mixtures of the Agents of the Passive Antitumor Defense System in the Case of Various Tumor and Normal Cell Lines in Vitro. Cancer Biotherapy & Radiopharmaceuticals, 24: 67-80.
- Kulcsár Gy., Czömpöly T. (2009) A keringési rendszerben található bizonyos kismolekulák daganatellenes hatása. A Passzív Tumorellenes Védelmi Rendszer működése. Praxis, 18: 1-12.
- Kulcsár Gy. (2005) Short review of the scientific basis of antitumor effect of Culevit food supplement. Rossijskij Bioterapevticeskij Journal, 4: 84-91.
- Kulcsár Gy. (2003) Experimental evidence for the existence of the passive antitumor defense system formed by the synergistic action of certain small substances of the circulatory system. Cancer Biotherapy & Radiopharmaceuticals, 18: 949–962.
- Kulcsár Gy. (2002) A passzív tumorellenes védelmi mechanizmus és az ennek alapján kifejlesztett, illetve fejlesztés alatt álló készítmények. Komplementer Medicina, 3: 38–44.
- Kulcsár Gy. (2000) Synergistic potentiating effect of d(+) mannose, orotic and hippuric acid on selective toxicity of mixture of thirteen substances of the circulatory system for various tumour cell lines in culture. Cancer Detection and Prevention, 24: 485–495.
- Kulcsár Gy. (2000) A passzív tumorellenes védelmi mechanizmus és alkalmazásának lehetőségei. Komplementer Medicina, 4: 6–12.
- Kulcsár Gy. (1999) A passzív tumorellenes védelmi mechanizmus (Új lehetőségek a gyógyításban és prevencióban). Gyógyszerészet, 43: 447–449.
- Kulcsár Gy. (1997) Theoretical and literary evidence for the existence of the passive antitumor defense system. Cancer Biotherapy & Radiopharmaceuticals, 12: 281–286.
- Kulcsár Gy. (1997) Apoptosis of tumor cells induced by substances of the circulatory system. Cancer Biotherapy & Radiopharmaceuticals, 12: 19–26.
- Kulcsár Gy. (1995) Inhibition of the growth of a murine and various human tumor cell lines in culture and in mice by mixture of certain substances of the circulatory system. Cancer Biotherapy, 10: 157–176.
- Hankovszky H. O., Hideg K., Lex L., Kulcsár Gy. and Halász H. A. (1982) Methods for preparation of heterobifunctional nitroxides: α,β-unsaturated ketones, β-ketoesters, cyano-nitro-derivatives. Canadian Journal of Chemistry, 60: 1432–1438.
- Hideg K., Hankovszky H. O., Lex L., Kulcsár Gy. (1980) Nitroxyls; VI. Synthesis and Reactions of 3-Hydroxymethyl-2,2,5,5-tetramethyl-2,5-dihydropyrrole-1-oxyl and 3-Formyl Derivatives. Synthesis-Stuttgart, 911–914.

### Folyóiratban megjelent, idézhető absztraktok
- Kulcsár Gy., Tóth Z., Kulcsár P. I., Berente Z., Ősz E., Halász H. (2007) A keringésben található bizonyos kismolekulák keveréke (Culevit) által a HeLa sejtek metabolizmusára kifejtett hatás vizsgálata 13C és 31P NMR-el. Magyar Onkológia, 51: 352-353.
- Gaál D., Kulcsár Gy. (2007) Keringési rendszerben található kismolekulák keverékének (Culevit) daganatgátló hatása különböz típusú egér és humán eredetű tumorokkal szemben. Magyar Onkológia, 51: 320.
- Varjas T., Gombos K., Nowrasteh G., Kulcsár Gy., Ember I. (2006) Investigation on the effect of CuleSol solution in animal experience. Magyar epidemiológia – Hungarian Epidemiology, 3: S-84.
- Olasz L., Nyarady Z., Tornoczky T., Kinczel G., Progner M., Kulcsar Gy. (2005) Results of induction BVM chemotherapy + Culevit in treatment of head and neck cancer. Magyar epidemiológia – Hungarian Epidemiology, 2: S-69.
- Kulcsár Gy. (2005) The role of Culevit products containing the agents of the Passive Antitumor Defense System in cancer prevention and therapy. Magyar epidemiológia – Hungarian Epidemiology, 2: S-51.
- Olasz L., Kulcsár Gy., Nyárády Z., Tornóczky T., Németh Á., Kinczel G., Prantner I. (2004) Results of neoadjuvant BVM chemotherapy + Culevit tablets for treatment of oro-pharyngeal cancer. Journal of Cranio-Maxillofacial Surgery, 32: 229-230.
- Olasz L., Kulcsar Gy., Tornoczky T., Nyarady Z., Kinczel G. (2004) Improved results of neoadjuvant BVM chemotherapy using Culevit tablets as an adjuvant. Cancer Detection and Prevention, S-178.
- Kulcsár Gy. (2004) The influence of a mixture of substances occurring in the circulatory system on the effect of different cytostatic drugs on various tumor and normal cell lines. Cancer Detection and Prevention, S-177-178.
- Kulcsár Gy., Brunner-Bayer Zs., Gyöngyi Z. (2001) Effect of a mixture of natural substances on carcinogen treated mice. Anticancer Research, 21: 1597.
- Kulcsár Gy. (2001) The passive antitumor defense system formed by the synergistic action of certain substances (including antioxidants) of the circulatory system and the practical employment of the substances in cancer prevention and therapy. Anticancer Research, 21: 1570.
- Kulcsár Gy. (2000) An improvement of the efficiency of different cytostatic drugs against various tumor cell lines and reduction of their toxic effect on normal cells by a mixture of substances occurring in the circulatory system. Cancer Detection and Prevention, 24(Suppl. 1): S-215.
- Kulcsár Gy. (1998) The role of certain substances of the circulatory system in the defense against tumors. Cancer Detection and Prevention, 22(Suppl. 1): S-214.
- Kulcsár Gy. (1996) A keringési rendszerben található bizonyos molekulák keverékének növekedést gátló hatása egy egér, valamint különböző humán tumorsejtvonalak esetén sejttenyészetben és egerekben. LAM, 11: 655.
- Kulcsár Gy. (1996) Passive antitumor defense system: A new approach. Cell Biology International, 20: 228.
- Kulcsár Gy. (1995) Kísérletes bizonyítékok a passzív tumorellenes védelmi mechanizmus létezése mellett. II. Magyar Onkológia, Suppl.: 165.
- Kulcsár Gy. (1995) Kísérletes bizonyítékok a passzív tumorellenes védelmi mechanizmus létezése mellett. I. Egészségtudomány, 3-4: 334.

### Szabadalmak
- Kulcsár Gy. (2008.06.17.) Pharmaceutical compositions for prevention and treatment of cancerous disease and process for their preparation. Canadian patent, Patent number: 215182613-
- Kulcsár Gy. (2006.02.02.) Pharmaceutical compositions for prevention and treatment of cancerous disease and process for their preparation. European patent (German, French, Belgian, Italian patent) Patent number: 0679081.
- Kulcsár Gy. (2003.11.26.) Pharmaceutical compositions for prevention and treatment of cancerous disease and process for their preparation. Chinese patent, Patent number: 130948.
- Kulcsár Gy. (2003.09.23.) Farmaceutiska kompositioner för förhindrande och behandling av cancerösa sjukdomar samt process för beredning av dessa. Sverige patent, Patentansöknings-nummer: 9502474-1.
- Kulcsár Gy. (2003.08.14.) Farmaceutische preparaten voor het voorkomen en behandelen van kankerziekten en werkwijze voor de bereiding ervan. Nederlanden Octrooibewijs, Octrooinummer: 195007.
- Kulcsár Gy. (2002.11.25.) Pharmaceutical compositions for prevention and treatment of cancerous disease and process for their preparation. Korean patent, Patent number: 0363779.
- Kulcsár Gy. (2001.11.26.) Pharmazeutische Kompositionen zum Vorbeugen und Heilen von Krebserkrankungen und Verfahren zu Ihrer Herstellung. Österreichisches Patent, Patentnummer: 408414.
- Kulcsár Gy. (2000.05.22.) Farmaceutický prípravek pro prevenci a léčbu rakovinových chorob. Czech patent, Udĕluje patent čislo: 286633.
- Kulcsár Gy. (1999.09.27.) Farmacevtcseszkij szosztav dlja profilaktiki i lecsenyija rakovüh zabolevanyii. Russzkij patent, No: 2138257.
- Kulcsár Gy. (1999.03.14.) Kompozycja farmaceutyczna do zapobiegania i leczenia chorób rakowych. Polskiej patent, Numer patentowy: 177981.
- Kulcsár Gy. (1998.06.08.) Tumoros megbetegedések megelőzésére és kezelésére használható gyógyászati kompozíciók és eljárás azok előállítására. Magyar szabadalom, Lajstromszám: 213 677.
- Kulcsár Gy. (1998.02.16.) Compositiones farmacéuticas para la prevención y el tratamiento de enfermedades cancerosas y procidimiento para su preparación. Espaňola patente, Numero de solicitud: 9550024.
- Kulcsár Gy. (1997.10.16.) Pharmaceutical compositions for prevention and treatment of cancerous disease and process for their preparation. Australian patent, Patent number: 682.735.
- Kulcsár Gy. (1996.07.31.) Arzneimittelkompositionen zum Vorbeugen und Heilen von Krebserkrankungen und Verfahren zu Ihrer Herstellung. Erfindungspatent für die Schweiz und Liechtenstein, Patentnummer: 686 867.

### Egyetemi jegyzetek
- Csekő J., Gallyas F., Kispál Gy., Kulcsár Gy., Porpáczy Z. és Szabó D. (1990) Biokémiai gyakorlatok.
- Alkonyi I., Kulcsár Gy., Porpáczy Z., Sándor A. és Szabó D. (1983) Biokémia II. éves orvostanhallgatók számára.

### Kongresszusi előadások
- Kulcsar Gy., Gaal D., Toth Z., Kulcsar P. I., Osz E., Berente Z. and Halasz H. Experimental Evidence for Killing the Resistant Cells and Raising the Efficacy of Cytostatics by a New Anticancer Drug Candidate (Culevit Infusion) Developed on the Basis of the Passive Antitumor Defence System. EHRLICH II – 2nd World Conference on Magic Bullets: Celebrating the 100th Anniversary of the Nobel Prize Award to Paul Ehrlich, Nürnberg, Germany, 2008. (Invited Speaker)
- Kulcsár Gy. A Passzív Tumorellenes Védelmi Mechanizmus létezését bizonyító legfontosabb kísérleti eredmények és az ezek alapján kifejlesztett és fejlesztés alatt álló készítmények. “Aktualitások a tumor-prevencióban és tumor-diagnosztikában” c. egészségügyi szakdolgozóknak és orvosoknak szóló kreditpontos továbbképzés, Budapest, 2007. (Meghívott előadó)
- Kulcsár Gy. A Passzív Tumorellenes Védelmi Mechanizmus (PTVR) és gyakorlati lehetőségei a gyógyításban. “ Kékgolyó Napok” Országos Onkológiai Szakdolgozói Továbbképző Konferencia és Kiállítás, Tihany, 2007. (Meghívott előadó)
- Kulcsár Gy. Culevit. “Daganatos betegségek kiegészítő kezelési lehetőségei” c. tanfolyam homeopata orvosok számára, Budapest, 2007. (Meghívott előadó)
- Kulcsár Gy. Tudományos kutatás és eredmények. Culevit Orvosi Konferencia, Budapest, 2006. (Meghívott előadó)
- Kulcsár Gy. A Passzív Tumorellenes Védelmi Mechanizmus alapján kifejlesztett és fejlesztés alatt álló készítmények szerepe a daganatok megelőzésében és gyógyításában. “Egyes nőgyógyászati daganatos megbetegedések, fájdalomcsökkentés és prevenció” c. minősített kreditpont szerző továbbképzés orvosok számára, Pécs, 2006. (Meghívott előadó)
- Kulcsár Gy. A szervezet daganatellenes védelmi rendszerének egy új megközelítése alapján kifejlesztett és fejlesztés alatt álló készítmények szerepe a daganatok megelőzésében és gyógyításában. “Korunk réme: a rák” c. egészségügyi szakdolgozóknak és orvosoknak szóló kreditpontos továbbképzés, Budapest, 2006.
- Olasz L., Nyarady Z., Tornoczky T., Kinczel G., Progner M., Kulcsar Gy. Results of induction BVM chemotherapy + Culevit in treatment of head and neck cancer. 2nd Conference of the Society of the Hungarian Molecular and Predictive Epidemiology, Pécs, 2005.
- Kulcsár Gy. The role of Culevit products containing the agents of the Passive Antitumor Defense System in cancer prevention and therapy. 2nd Conference of the Society of the Hungarian Molecular and Predictive Epidemiology, Pécs, 2005. (Invited speaker)
- Kulcsár Gy. A Passzív Tumorellenes Védelmi Mechanizmus és a Culevit készítmények. Vas Megye és Szombathely Megyei Jogú Város Markusovszky Kórháza fennállásának 75 éves és az Arc-, Állcsont- és Szájsebészeti Osztály megalakulásának 50 éves jubileuma alkalmából tartott Orsós Sándor emlékülés, Szombathely, 2004.
- Kulcsár Gy. A Culevit készítmények tudományos alapjai és a gyakorlati tapasztalatok. “I. Kékgolyó Napok” Országos Onkológiai Szakdolgozói Konferencia és Kiállítás, Budapest, 2004. (Meghívott előadó)
- Olasz L., Kulcsar Gy., Tornoczky T., Nyarady Z., Kinczel G., Prantner I. Results of neoadjuvant BVM chemotherapy + Culevit tablets for treatment of oropharyngeal cancer. 5th International Danubius Conference on Oral and Maxillofacial Surgery jointly with the 8th Congress of the Hungarian Association of Oral and Maxillofacial Surgeons, Budapest, 2004.
- Kulcsár Gy. A Passzív Tumorellenes Védelmi Mechanizmus alapján kifejlesztett és fejlesztés alatt álló készítmények szerepe a daganatok megelőzésében és gyógyításában. “Ételed az életed” c. egészségügyi szakdolgozóknak szóló szakmai továbbképzés, Budapest, 2004. (Meghívott előadó)
- Olasz L., Kulcsar Gy., Tornoczky T., Nyarady Z., Kinczel G. Improved results of neoadjuvant BVM chemotherapy using Culevit tablets as an adjuvant. 7th International Symposium on Predictive Oncology and Intervention Strategies, Nice, France, 2004.
- Kulcsár Gy. The influence of a mixture of substances occurring in the circulatory system on the effect of different cytostatic drugs on various tumor and normal cell lines. 7th International Symposium on Predictive Oncology and Intervention Strategies, Nice, France, 2004. (Invited Speaker)
- Kulcsár Gy. The role of the agents of Passive Antitumor Defense System (PADS) in cancer prevention and therapy. 1st Conference of the Hungarian Society for Molecular and Predictive Epidemiology, Pécs, 2003. (Invited Speaker)
- Kulcsár Gy. A szervezet tumorellenes védelmi mechanizmusa. A Magyar Bioenergetikai és Bioinformatikai Egyesület (MBBE) IV. kongresszusa, Budapest, 2003. (Meghívott előadó)
- Kulcsár Gy. A passzív tumorellenes védelmi mechanizmus és az ennek alapján kifejlesztett Culevit készítmények. “A rák ellen, az emberért, a holnapért!” Társadalmi Alapítvány, Az életminőség kérdései a XXI. század küszöbén című pontszerző konferenciája, Budapest, 2002. (Meghívott előadó)
- Kulcsár Gy. A keringésben előforduló bizonyos kismolekulák keverékének és különböző citosztatikumok valamint a sugárkezelés együttes hatásának vizsgálata tumor és normál sejtvonalak esetében in vitro. XXXII. Membrán-Transzport Konferencia, Sümeg, 2002. (Meghívott előadó)
- Kulcsár Gy. Tapasztalataink a Culevit tablettával. “A rák ellen, az emberért, a holnapért!” Társadalmi Alapítvány, Az életminőség kérdései a XXI. század küszöbén című pontszerző konferenciája, Százhalombatta, 2002. (Meghívott előadó)
- Kulcsár Gy. Tapasztalataink a Culevit tablettával. “A rák ellen, az emberért, a holnapért!” Társadalmi Alapítvány, Az életminőség kérdései a XXI. század küszöbén című pontszerző konferenciája, Pécs, 2001. (Meghívott előadó)
- Kulcsár Gy. Tapasztalataink a Culevit tablettával. “A rák ellen, az emberért, a holnapért!” Társadalmi Alapítvány, Az életminőség kérdései a XXI. század küszöbén című pontszerző konferenciája, Eger, 2001. (Meghívott előadó)
- Kulcsár Gy. Evidence for the passive antitumor defense system formed by the synergistic action of certain small substances of the circulatory system and experiments with the mixture of substances that is a possible new anticancer agent. International IIAR Conference on New Anticancer Agents, Athens, Greece, 2001. (Invited Speaker)
- Kulcsár Gy. The passive antitumor defense system formed by the synergistic action of certain substances (including antioxidants) of the circulatory system and the practical employment of the substances in cancer prevention and therapy. International IIAR Conference on Antioxidants in Cancer Prevention and Therapy, Athens, Greece, 2001. (Invited Speaker)
- Kulcsár Gy. Az eddig ismert immunrendszer tumorellenes hatását megkérdőjelező megfigyelések, a tumorellenes védelem egy másik lehetséges útja és az ebből adódó gyakorlati lehetőségek. Fiatal Onkológusok Fóruma, Pécs, 2001. (Meghívott előadó)
- Kulcsár Gy. A passzív tumorellenes védelmi mechanizmus és az ennek alapján kifejlesztett, illetve fejlesztés alatt álló Culevit készítmények. Jubileumi konferencia „A rák ellen, az emberért, a holnapért!” Társadalmi Alapítvány 15 éves évfordulójára, Budapest, 2000. (Meghívott előadó)
- Kulcsár Gy. A különböző citosztatikumok tumorsejtekre gyakorolt hatásának növelése a keringésben előforduló egyes kismolekulák keverékével. A Magyar Kemoterápiai Társaság XV. Konferenciája, Hajdúszoboszló, 2000.
- Kulcsár Gy. A passzív daganatellenes védelmi mechanizmus. Millenniumi Tavaszköszöntő Életmódfesztivál, Szeged, 2000. (Meghívott előadó)
- Kulcsár Gy. Egy eddig ismeretlen tumorellenes védelmi mechanizmus és az ez alapján kifejlesztett Culevit készítmények. Nemzeti Rákellenes Napi Konferencia, Győr, 2000. (Meghívott előadó)
- Kulcsár Gy. A passzív tumorellenes védelmi mechanizmus és a Culevit táplálékkiegészítő. A California Fitness és a Magyar Egészségvédelmi Fórum II. Nemzetközi Orvoskonferenciája, Budapest, 1999. (Meghívott előadó)
- Kulcsár Gy. Pasivní protinádorový obranný mechanizmus: hypotéza, experimentální důkazy a možnosti praktického využití-Culevit. III. Lékarská Konference, Pardubice, Czech Republic, 1998. (Invited Speaker)
- Kulcsár Gy. The role of certain substances of the circulatory system in the defense against tumors. 4th International Symposium on Predictive Oncology and Therapy, Nice, France, 1998. (Invited Speaker)
- Kulcsár Gy. The Passive Antitumor Defence System and the Culevit food supplement developed on the basis of it. III International Conference: Immunity and Nutrition, Beograd, Yugoslavia, 1998. (Invited Speaker)
- Kulcsár Gy. A szervezetünkben működő, ez idáig ismeretlen tumorellenes védelmi mechanizmus létezésének kísérletes bizonyítékai és az ebből adódó gyakorlati lehetőségek. Pécsi Fitoterápiás Napok, Pécs, 1998. (Meghívott előadó)
- Kulcsár Gy. “Culevit” a food supplement developed on the base of Passive Antitumor Defence System. Conference of the Medical Committee of the Hungarian Fitness League and the Scientific Committee on Sport, Budapest, 1997. (Invited Speaker)
- Kulcsár Gy. A passzív tumorellenes védelmi mechanizmus és a tumorellenes prevenció lehetősége. MÁOTE VII. Országos Jubileumi Kongresszusa, Balatonfüred, 1997.
- Kulcsár Gy. Passzív tumorellenes védelmi mechanizmus: egy új elmélet és kísérletes bizonyítékai. XXVII. Membrán-Transzport Konferencia, Sümeg, 1997. (Meghívott előadó)
- Kulcsár Gy. Passzív tumorellenes védelmi mechanizmus: egy új megközelítés. IV. Sejt- és Fejlődésbiológiai Napok, Visegrád, 1996.
- Kulcsár Gy. Kísérletes bizonyítékok a passzív tumorellenes védelmi mechanizmus létezése mellett. I. Magyar Higiénikusok Társasága VI. Nemzeti Kongresszusa, Pécs, 1995. (Meghívott előadó)
- Kulcsár Gy. Evidence for the Existence of the Passive Antitumor Defense System. First Eurasia Congress of Medicine, Győr, 1994.

### Poszterek
- Kulcsár Gy., Gaál D., Tóth Z., Kulcsár P. I., Ősz E., Berente Z., Halász H. Preclinical Experiments on Culevit Infusion Developed on the Basis of a Passive Antitumor Defence System and Investigation of Mechanism. 1st International Conference on Drug Design & Discovery, Dubai, UAE, 2008. (Invited)
- Kulcsár Gy., Tóth Z., Kulcsár P. I., Berente Z., Ősz E., Halász H. A keringésben található bizonyos kismolekulák keveréke (Culevit) által a HeLa sejtek metabolizmusára kifejtett hatás vizsgálata 13C és 31P NMR-el. Magyar Onkológusok Társaságának XXVII. Jubileumi Kongresszusa, Budapest, 2007.
- Gaál D., Kulcsár Gy. Keringési rendszerben található kismolekulák keverékének (Culevit) daganatgátló hatása különböz típusú egér és humán eredetű tumorokkal szemben. Magyar Onkológusok Társaságának XXVII. Jubileumi Kongresszusa, Budapest, 2007.
- Varjas T., Gombos K., Nowrasteh G., Kulcsár Gy., Ember I. Investigation on the effect of CuleSol solution in animal experience. Magyar Molekuláris és Prediktív Epidemiológiai Társaság III. Nemzetközi kongresszusa, Pécs, 2006.
- Olasz L., Kulcsár Gy., Nyárády Z., Tornóczky T., Németh Á., Kinczel G., Prantner I. Results of neoadjuvant BVM chemotherapy + Culevit tablets for treatment of oro-pharyngeal cancer. XVIIth Congress of the European Association for Cranio-Maxillofacial Surgery, Tours, France, 2004.
- Kulcsár Gy., Gyöngyi Z. The in vivo effects of Culesol infusion on tumor growth. Third European Spring Oncology Conference, Marbella, Malaga, Spain, 2004.
- Olasz L., Kulcsár Gy., Tornóczky T., Nyárády Z., Kinczel G. Improved results of neoadjuvant BVM chemotherapy using Culevit tablets as an adjuvant. 7th International Symposium on Predictive Oncology and Intervention Strategies, Nice, France, 2004.
- Kulcsár Gy. The influence of a mixture of substances occurring in the circulatory system on the effect of different cytostatic drugs on various tumor and normal cell lines. 7th International Symposium on Predictive Oncology and Intervention Strategies, Nice, France, 2004. (Invited)
- Kulcsár Gy. A passzív tumorellenes védelmi mechanizmusban részt vevő kismolekulák keverékének és különböző citosztatikumok valamint a sugárkezelés együttes hatásának vizsgálata in vitro. A Magyar Élettani Társaság (MÉT) LXVII. Vándorgyűlése, Pécs, 2003.
- Kulcsár Gy., Brunner-Bayer Z., Gyöngyi Z. Effect of mixture of natural substances on carcinogen-treated mice. International IIAR Conference on New Anticancer Agents, Athens, Greece, 2001.
- Kulcsár Gy. A keringésben előforduló bizonyos kismolekulák keverékének és különböző citosztatikumok együttes hatásának vizsgálata tumor és normál sejtvonalak esetében in vitro. XXXI. Sümegi Membrán-Transzport Konferencia, Sümeg, 2001.
- Kulcsár Gy. Further experimental evidence for the existence of a passive antitumor defense system formed by the synergistic action of certain small substances of the circulatory system. 5th International Symposium on Predictive Oncology and Therapy, Geneva, Switzerland, 2000. (Invited)
- Ormos A., Kulcsár Gy. A szabadgyökök szerepének vizsgálata a passzív tumorellenes védelmi mechanizmus által indukált apoptózisban. XXVII. Membrán-Transzport Konferencia, Sümeg, 1997.
- Kulcsár Gy. Az apoptózis szerepe a passzív tumorellenes védelmi mechanizmusban. XXVI. Membrán-Transzport Konferencia, Sümeg, 1996. (A poszterversenyen első helyezést ért el.)
- Kulcsár Gy. Kísérletes bizonyítékok a passzív tumorellenes védelmi mechanizmus létezése mellett. II. Magyar Onkológusok Társaságának XXI. Nemzetközi Kongresszusa, Pécs, 1995. (Meghívott)

### Egyéb előadások
- Kulcsár Gy. A Passzív Tumorellenes Védelmi Rendszer hatásmechanizmusának vizsgálata során kapott kísérleti eredmények bemutatása. A Magyar Biológiai Társaság Pécsi Csoportjának 212. szakülése, Pécs, 2008. (Meghívott előadó)
- Kulcsár Gy. A Passzív Tumorellenes Védelmi Rendszer működésével és gyakorlati alkalmazásával kapcsolatos kísérleti eredmények bemutatása. A Magyar Biológiai Társaság Pécsi Csoportjának 209. szakülése, Pécs, 2007. (Meghívott előadó)
- Kulcsár Gy. Kísérletes bizonyítékok egy ezidáig ismeretlen tumorellenes védelmi mechanizmus létezésére és az ebből adódó lehetőségek a daganatok kezelésében. A Magyar Biológiai Társaság Pécsi Csoportjának 157. szakülése, Pécs, 2002. (Meghívott előadó)
- Kulcsár Gy. Összefoglaló a passzív tumorellenes védelmi mechanizmusról és az ennek alapján kifejlesztett, illetve fejlesztés alatt álló Culevit készítményekről. Hospice szellemű ellátás, hospice alapozó tanfolyam (szakdolgozók részére), Pécs, 2001. (Meghívott előadó)
- Kulcsár Gy. A passzív tumorellenes védelmi mechanizmus által indukált apoptózis (programozott sejthalál) vizsgálata. POTE Tudományos Ülés, Pécs, 1996.
- Kulcsár Gy. Kísérletes és irodalmi bizonyítékok a passzív tumorellenes védelmi mechanizmus létezése mellett. POTE Tudományos Ülés, Pécs, 1995.